# Isselburger Hütte

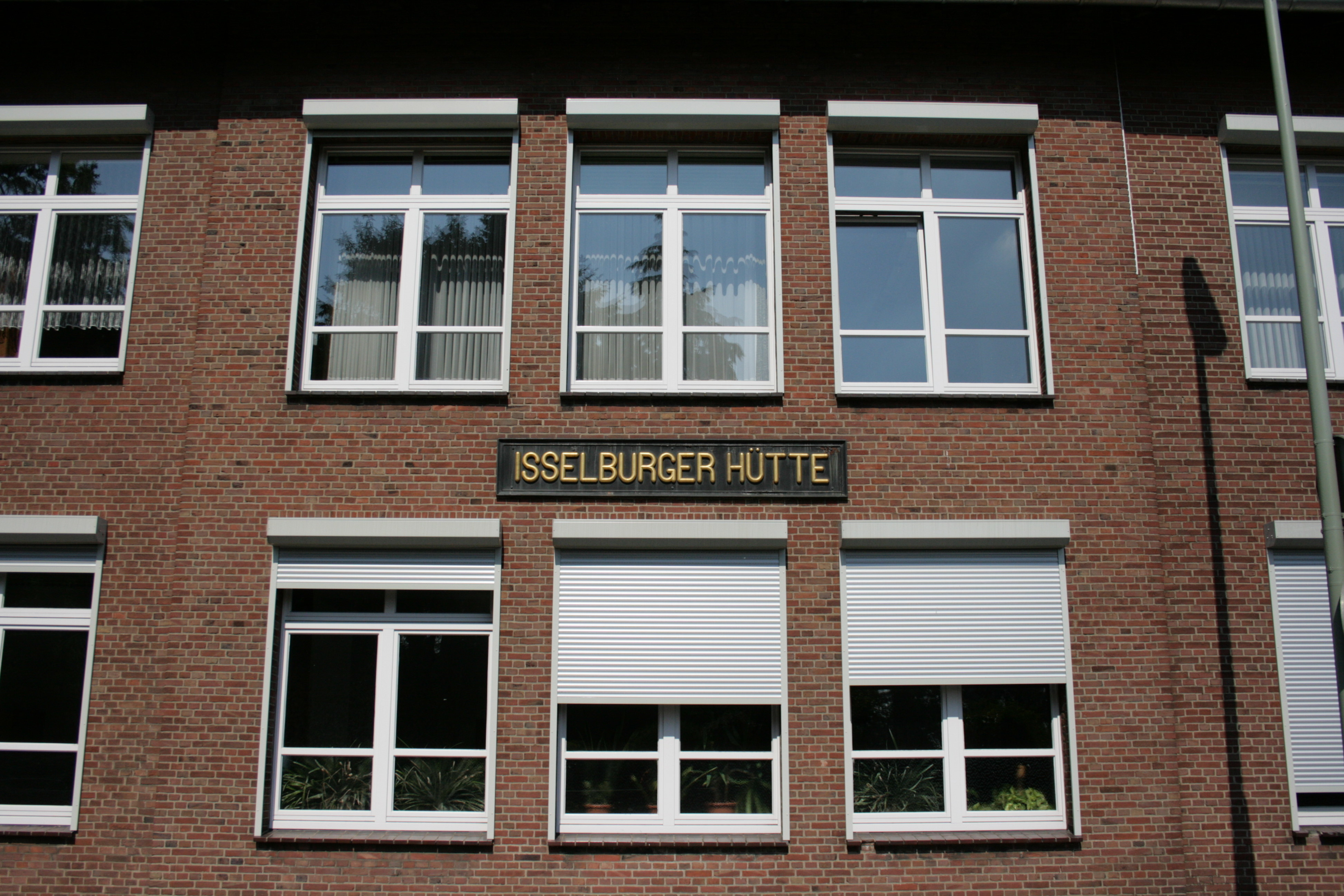
Tafel am Verwaltungsgebäude des heutigen Nachfolgeunternehmens, Minervastraße in Isselburg

Die Handformerei der Isselburger Hütte; Aufnahme von 1905

Die Isselburger Hütte (zunächst: Minerva-Hütte) war ein von 1794 bis 1998 bestehendes Eisenwerk (bis 1864) und metallverarbeitender Betrieb in Isselburg (Nordrhein-Westfalen). Im Laufe seines Bestehens wurden neben der Eisenverhüttung Gebrauchsgegenstände des Alltags, Maschinen, Briefkästen, Leuchttürme, Motoren und anderes Gusswerk produziert. In der Nachfolge steht heute die Isselburg Guss und Bearbeitung GmbH.

## Geschichte

### Anfänge: Minerva-Hütte
Um das Jahr 1770 bemühte sich der Isselburger Bürgermeister Böhme um die Ansiedlung einer Eisenhütte, wie sie 1729 mit der St.-Michaelis-Eisenhütte in Liedern bei Bocholt entstanden war, da es „den gemeinen Einwohnern an einem Nahrungszweige“ fehlte. In den 1790er Jahren fand sich schließlich ein Investor: Leopold Wilhelm Schmölder aus Neuenrade hatte Untersuchungen über die Eisenerzvorkommen am Lauf der Issel angestellt und erhielt auf der Grundlage seines Gutachtens von König Friedrich Wilhelm II. am 24. Juli 1794 die Genehmigung zur Errichtung der damaligen Minerva-Hütte.
1797 beschäftigte der Betrieb bereits 10 Meister und 66 Arbeiter. Man produzierte Töpfe, Öfen und Fensterrahmen. Eine erste Geschäftsbilanz wurde 1801 verfasst: An Arbeits- und Fuhrlohn waren 10.202 Taler und für Holzkohlen 10.440 Taler aufgewendet worden, der Reingewinn betrug dabei nur 538 Taler. Somit brachte die Minerva-Hütte zwar der Bevölkerung gute Verdienstmöglichkeiten, doch lohnte sie sich für Schmölder kaum. Er verkaufte seine Gründung 1804 an den Rittmeister und Unternehmer Johann Friedrich Nering Bögel aus dem benachbarten niederländischen Ulft. Durch ihn ergaben sich neue Aufträge für das Werk. Die Minerva-Hütte produzierte ab 1808 Kartätschenkugeln für die preußische Armee. 1815 pachtete „der Rittmeister“, wie die Belegschaft den neuen Inhaber kurz nannte, die St.-Michaelis-Hütte in Bocholt dazu und schaltete so die direkte Konkurrenz aus. Bei Bögels Tod 1817 war die Minerva-Hütte ein bekanntes und angesehenes Unternehmen.

Leopold Wilhelm Schmölder (1767–1843)
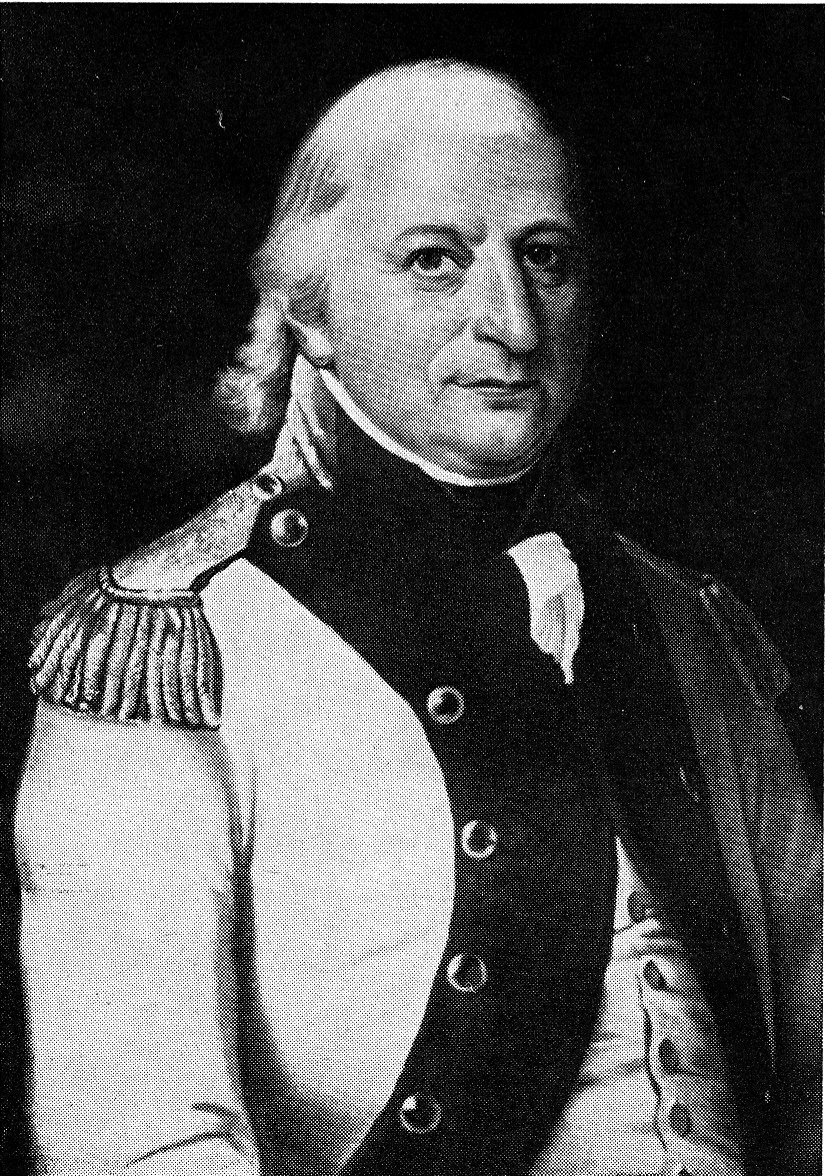
Johann Friedrich Nering Bögel (1755–1817)
Johann Nering Bögel (1799–1865)
Gustav Nering Bögel (1837–1901)

### 19. Jahrhundert: Hinwendung zum Maschinenbau
Die Nachfolge als Geschäftsführer trat sein Sohn Johann Nering Bögel an. Nach der Einführung von Grenzzöllen in die Niederlande versuchte der gerade 21-jährige Fabrikherr, die verlorenen Märkte durch neue zu ersetzen und machte daher eine Reise nach Dänemark, Polen und in die Provinz Pommern. Gleichzeitig warb sein Mitarbeiter Heinrich Jörris in Schweden und Norwegen. Die neuen Auftraggeber zeigten kein Interesse an der bisherigen Produktpalette, weshalb man 1830 komplett auf Maschinenbau umstellte. Gemeinsam mit dem Konstrukteur Johann Dinnendahl gründete Bögel daher auf dem Gelände der Minerva-Hütte eine Maschinenfabrik, in der allein von 1831 bis 1838 zwanzig Dampfmaschinen hergestellt wurden. Eine 1839 gebaute 70-Zoll-Dampfmaschine ist die älteste erhaltene deutsche Dampffördermaschine. Sie wird im Deutschen Bergbau-Museum Bochum ausgestellt.
1837 richtete Johann Nering Bögel ein Krankenhaus für die Mitarbeiter der Hütte ein, das auch deren Angehörigen freie Arznei und Behandlung zukommen ließ. Eine Arbeiterkrankenkasse folgte wenig später. Zehn Jahre später verursachte eine besonders schlechte Ernte eine Verteuerung der Lebensmittel. Für diesen Fall hatte Nering Bögel vorgesorgt und große Getreidevorräte angelegt, die er nun an seine Arbeiter günstig verkaufte. Bis heute ist an seinem Grab in Isselburg eine Eisenplatte zu sehen, die die Arbeiter der Isselburger Hütte aus Dankbarkeit errichten ließen.
Da in dieser Zeit die Unternehmen des Ruhrgebietes anfingen, stark zu expandieren, und sich die abseitige Lage der Minerva-Hütte negativ bemerkbar machte, ging man dazu über, hochwertige Spezialmaschinen herzustellen. 1864 wurde die eigentliche Hüttentätigkeit mit dem Abriss des Hochofens eingestellt. Die Ingenieurs-Abteilung des Betriebes entwickelte unterdessen innovative Erzeugnisse: 1871 erhielt der Ingenieur Fernis ein Patent auf ein neuartiges Pumpventil, das den Bau von Wasserhaltungsmaschinen für bis zu 700 m Tiefe ermöglicht.

### Produktion von Briefkästen, Leuchttürmen; Umbenennung in „Isselburger Hütte“

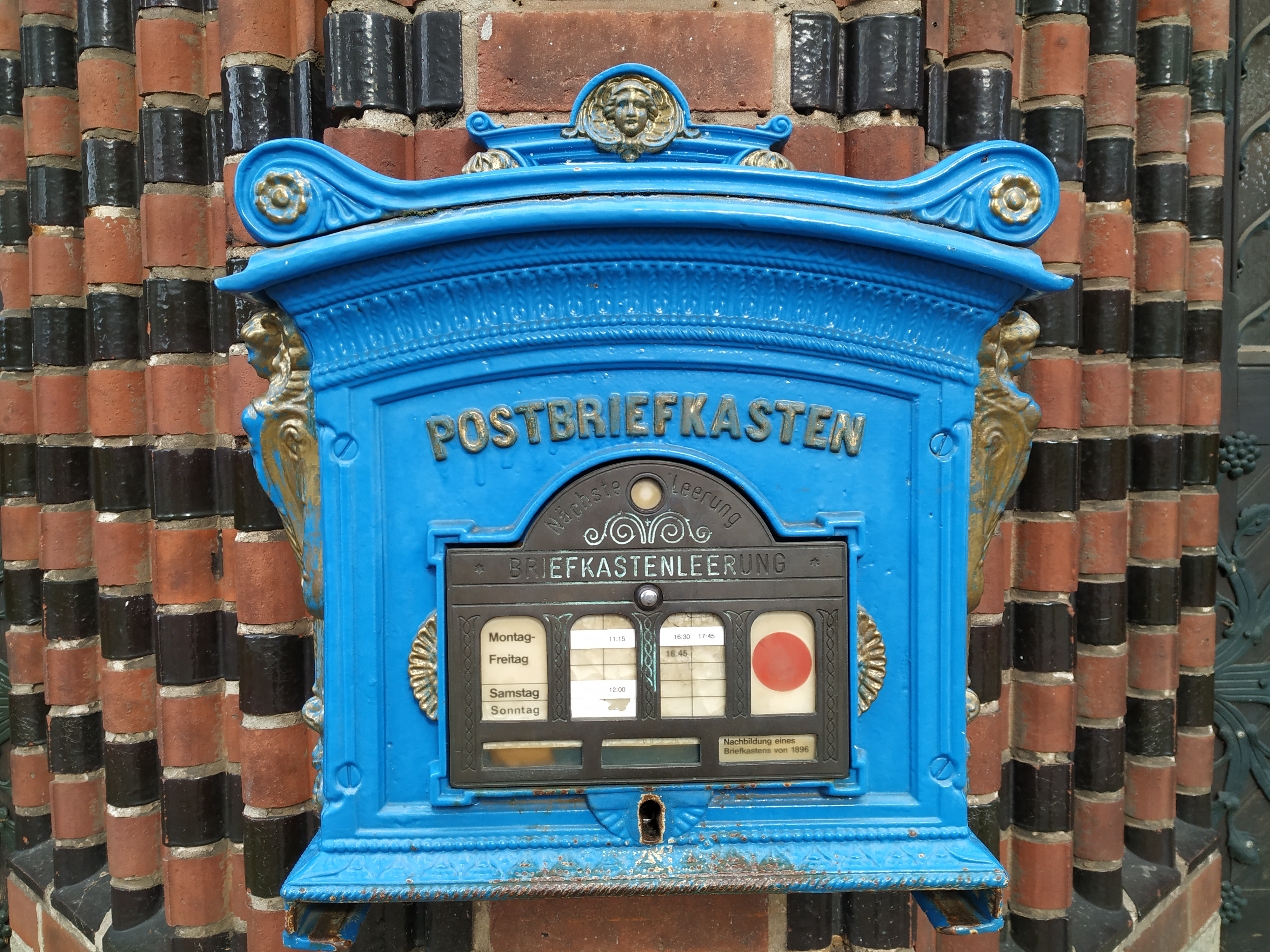
Erhaltener Briefkasten an der Hauptpost in Frankfurt (Oder)

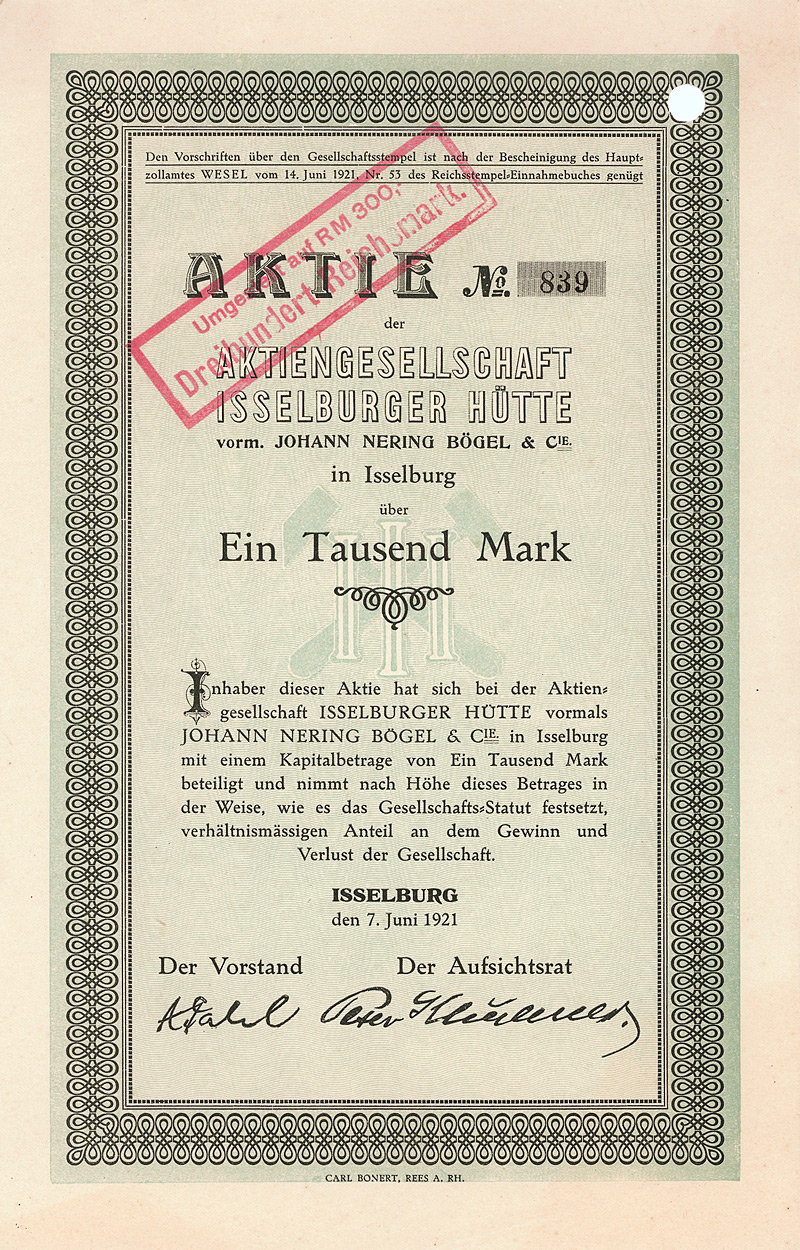
Aktie der AG Isselburger Hütte über 1000 Mark vom 7. Juni 1921

1865 starb der langjährige Direktor Johann Nering Bögel, der die Leitung des Betriebes an seinen Sohn Gustav Nering Bögel vererbte. Mit der Gründung der Kaiserlichen Post nach der Reichseinigung von 1870 erhielt das Werk den Großauftrag zur Fertigung der Briefkästen im Deutschen Reich, worin man bis 1918 eine Monopolstellung besaß. 1878 erfolgte die Umbenennung der Minerva-Hütte in Isselburger Hütte. Der Betrieb beschäftigte mittlerweile über 300 Arbeiter.
Gustav Nering Bögel betätigte sich ebenso wie sein Vater als Wohltäter der Gemeinde: Die Gründung einer Fortbildungsschule für Ingenieure 1893 ging ebenso auf seine Initiative zurück wie der Bau der Arbeitersiedlung „Wilhelmstadt“, die den Beschäftigten günstig Unterkunft bot. Er starb 1901. In den folgenden Jahren kam die Isselburger Hütte über den Bau von Leuchttürmen zu einiger Berühmtheit: So entstanden u. a. wesentlichen Bauteile (gusseiserne Tübbinge) für die drei annähernd baugleichen Leuchttürme Westerheversand, Pellworm und Hörnum an der Issel.

### Erster und Zweiter Weltkrieg, Nachkriegszeit
Als 1914 der Erste Weltkrieg ausbrach, arbeiteten 750 Arbeiter und Angestellte bei der Isselburger Hütte.
In Folge der Weltwirtschaftskrise 1929/1930 sank die Zahl der Beschäftigten für einige Zeit auf 193. Über die Klöckner-Werke, zu denen man ab 1932 eine enge Bindung unterhielt, besserte sich die Lage wieder und sämtliche Arbeiter konnten wieder eingestellt werden. Aus der Bindung an den Großkonzern entstand 1938 eine Interessengemeinschaft mit der Klöckner-Humboldt-Deutz AG, die einer Übernahme gleichkam. Die Isselburger Hütte produzierte danach vornehmlich Motoren für Halbkettenfahrzeuge der deutschen Wehrmacht. Außerdem wurden die Radiatoren anderer Deutz-Motoren gefertigt.
In den letzten Wochen des Zweiten Weltkrieges wurden die Werkshallen, Bürogebäude und die Motorenfabrik schwer beschädigt. Während des Wiederaufbaus lockerte die Direktion 1946 den Verbund mit dem Klöckner-Konzern, der jedoch die Aktienmehrheit an der Isselburger Hütte behielt. In der Nachkriegszeit bestanden enge Verbindungen zwischen Stadtverwaltung und Hüttendirektion. Der Oberingenieur der Hütte Heinrich Michelbrink war Ratsmitglied und bis 1958 Vorsitzender der Isselburger CDU.

### 1970er Jahre bis 1998
Im Jahr 1969 hatte die Isselburger Hütte 700 Beschäftigte. Die seit 1837 bestehende Betriebskrankenkasse wurde in dieser Zeit geschlossen. Der Hauptaktionär der Isselburger Hütte AG, der Klöckner-Humboldt-Deutz-Konzern, beendete am 30. Juli 1972 die weitestgehende Unabhängigkeit des Traditionsbetriebs. Ab 1975 belieferte die Isselburger Hütte die Lastwagen-Hersteller des „Vierer-Clubs“ – DAF, Magirus-Deutz, Saviem und Volvo – mit Bremstrommeln. 1988 verkaufte man das Werk an die niederländische Gießereigruppe Verenigde gieterijen Nederland BV, die die Beschäftigtenzahl auf 316 reduzierte.

Herstellung von Briefkästen für die Kaiserliche Post
Erhaltener Briefkasten vor dem Rathaus in Isselburg
Leuchtturm Westerheversand (erbaut 1906)
Leuchtturm Hörnum (erbaut 1907)
Alte Gießpfanne aus der Hütte, heute ein Brunnen in Isselburg

## Die heutige „Isselburg Guss und Bearbeitung GmbH“
Die jetzt Isselburg Guss und Bearbeitung GmbH genannte Firma hat etwa 270 Mitarbeiter. Sie stellt Gussstücke aus Grauguss, Sphäroguss und Vermiculargraphitguss her, die teils auch mechanisch bearbeitet werden. Das Produktionsvolumen beträgt rund 22.000 Tonnen im Jahr.